# Симидзу, Наоэмон
Наоэмон Симидзу (яп. 清水 直右衛門, неизвестно, Хиросима — 6 августа 1945, Хиросима) — японский футболист. Выступал за сборную Японии.

## Карьера
На протяжении своей футбольной карьеры выступал за клуб «Rijo Shukyu-Dan». В 1923 году Наоэмон был вызван в сборную Японии на Дальневосточные игры. На этом турнире 23 мая он дебютировал против Филиппин. Всего он провёл за национальную команду два матча, забив один гол.
Погиб при атомной бомбардировке Хиросимы.